# Jodie Robertson
Pour les articles homonymes, voir Robertson.
Jodie Robertson née Schoppman le 13 octobre 1984 à Long Island dans le comté de Suffolk dans l'état de New-York aux États-Unis est une triathlète professionnelle, vainqueur sur triathlon Ironman et Ironman 70.3.

## Biographie

### Jeunesse
Jodie Robertson grandit à Long Island, dans l'État de New York, elle se concentre sur la course à pied jusqu'en 2015. Jodie Robertson se classe quatrième aux championnats américains de marathon de 2015 et son record en marathon est de 2 heures 34 minutes. Membre de l'équipe de cross-country des Bears de New York de 2002 à 2005, elle se qualifie pour les sélections américaines des Jeux olympiques de Londres le 14 janvier 2012. Après avoir réalisé un temps de 2 heures 42 minutes au marathon de Long Island le 1er mai 2011,.

### Carrière en triathlon
Jodie Robertson remporte ses deux premiers participations à des triathlons longue distance, le Challenge Quassy 2015 et l'Ironman 70.3 à Syracuse la même année dans sa ville natale de New York. L'année suivant, elle prend la deuxième place de l'Ironman Texas entre l'Allemande Julia Gajer et l'Américaine Lisa Roberts. Une compétition qu'elle remporte en 2017 devant l'autrichienne Michaela Herlbauer. La native de Long Island reprend la deuxième place toujours au Texas en 2018 derrière l'Australienne Melissa Hauschildt.
En 2023, devant l'Américaine Haley Chura et la Canadienne Melanie McQuaid, elle remporte l'Ironman Cœur d'Alêne.
En 2024, à l'âge de quarante ans, elle prend la deuxième place sur l'Ironman Canada derrière sa compatriote Sarah True et devant une autre compatriote Deborah Eckhouse.

### Vie privée
Jodie Jodie Robertson est titulaire depuis 2008 d'une maîtrise en éducation musicale de l'Université d'État du Colorado, jusqu'en 2015, elle enseigne à temps à plein la musique dans une école élémentaire à New Hyde Park (New-York), en parallèle, elle entraîne des filles dans le cadre du programme de course à pied Dream Big de sa ville natale.
Elle est mariée à Aaron Robertson, coureur de semi-marathon et professeur de musique.

## Palmarès
Le tableau présente les résultats les plus significatifs (podium) obtenus sur le circuit international de triathlon depuis 2015,.
| Année | Compétition                 | Pays        | Position           | Temps           |
| ----- | --------------------------- | ----------- | ------------------ | --------------- |
| 2024  | Ironman Canada              | Canada      | Médaille d'argent  | 7 h 59 min 38 s |
| 2023  | Ironman Coeur d'Alene       | États-Unis  | Médaille d'or      | 9 h 7 min 30 s  |
| 2022  | Ironman Lake Placid         | États-Unis  | Médaille de bronze | 9 h 22 min 1 s  |
| 2019  | Ironman 70.3 Mont Tremblant | Canada      | Médaille de bronze | 9 h 16 min 16 s |
| 2018  | Ironman Texas               | États-Unis  | Médaille d'argent  | 8 h 43 min 16 s |
| 2018  | Ironman 70.3 Eagleman       | États-Unis  | Médaille d'argent  | 4 h 17 min 6 s  |
| 2018  | Ironman 70.3 Mont Tremblant | Canada      | Médaille de bronze | 4 h 21 min 18 s |
| 2017  | Ironman Texas               | États-Unis  | Médaille d'or      | 8 h 56 min 32 s |
| 2017  | Ironman 70.3 Racine         | États-Unis  | Médaille d'argent  | 3 h 40 min 28 s |
| 2017  | Ironman 70.3 Steelhead      | Royaume-Uni | Médaille de bronze | 4 h 23 min 51 s |
| 2016  | Ironman Texas               | États-Unis  | Médaille d'argent  | 8 h 16 min 30 s |
| 2016  | Ironman 70.3 Texas          | États-Unis  | Médaille de bronze | 4 h 14 min 36 s |
| 2015  | Ironman 70.3 Syracuse       | États-Unis  | Médaille d'or      | 4 h 38 min 21 s |
| 2015  | Challenge Quassy            | États-Unis  | Médaille d'or      | Timing          |